# Venerabile Confraternita della Misericordia di Rifredi
La Venerabile Confraternita della Misericordia di Santo Stefano in Pane in Rifredi è un'associazione senza fine di lucro volta all'assistenza e alla beneficenza avente personalità giuridica di diritto privato, d'ispirazione cristiana. È iscritta all'Albo del volontariato (art. 18 Costituzione italiana) e fa parte della Confederazione nazionale delle Misericordie d'Italia.
L'associazione ha sede centrale in via delle Panche 41 a Firenze dove tiene la sua amministrazione. Per le funzioni religiose officia nella pieve di Santo Stefano in Pane e nell'oratorio e cappella nella Misericordia stessa.
La confraternita s'ispira al Vangelo e nello spirito del concilio Vaticano II come formazione dei più alti valori umani.

## Storia

### Le origini, dal XII al XIII secolo
L'inizio del sodalizio parte, secondo tradizione, nel 1280, quando nel piccolo borgo di Rio Freddo (Rifredi) nacque una piccola cappellina volta ad accogliere la compagnia di Santa Maria del Desco, confraternita nata nel fervore religioso sviluppatosi con l'avvento degli ordini dei francescani e dei domenicani tra il 1218 e 1221, sull'esempio dell'istituzione all'interno della città della Venerabile arciconfraternita della Misericordia di Firenze avvenuta nel 1240.

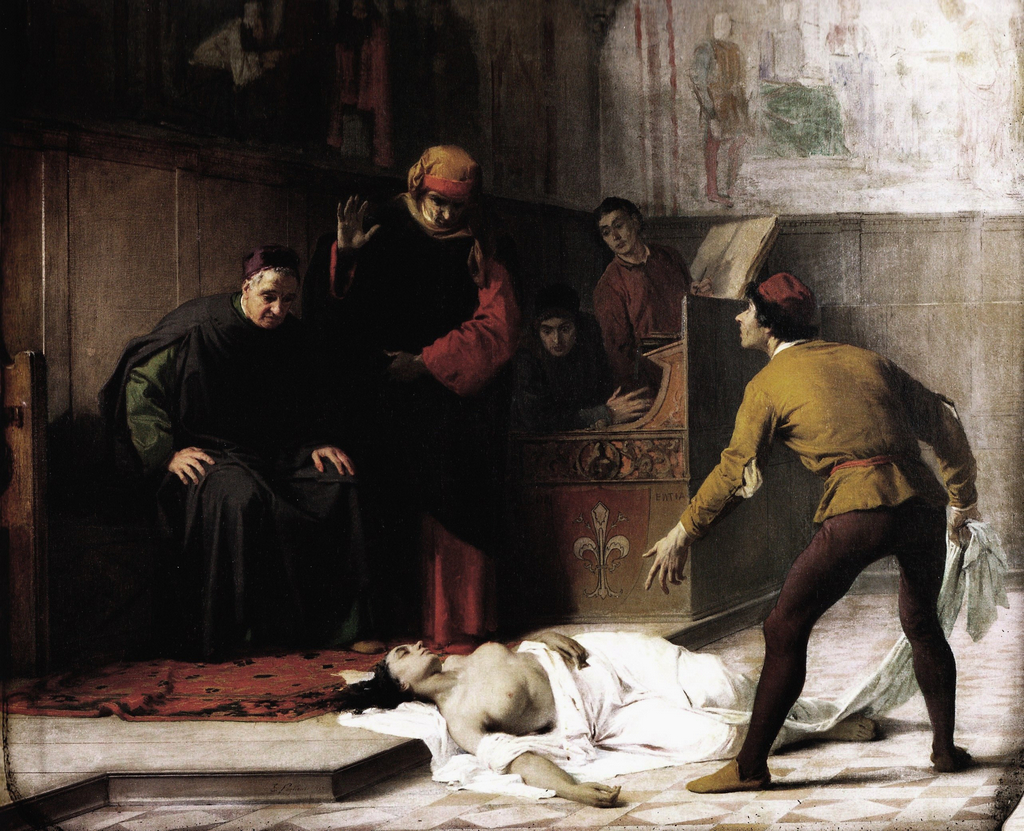
L'origine della compagnia della Misericordia in Firenze, 1857 (Museo Poldi Pezzoli, Milano)

La tradizione vuole che un gruppo di contadini della zona di Rifredi si fosse riunito a mensa dopo aver celebrato una festa in onore della Vergine, facendo così nascere l'idea di fondare una compagnia chiamata Santa Maria del Desco.
Nonostante la Misericordia faccia risalire le sue origini alla compagnia di Santa Maria del Desco, nei suoi statuti, redatti nel 1586 (rintracciabile presso l'Archivio di Stato di Firenze), non ci sono riferimenti alle attività di carità, e fra gli obblighi della compagnia si ritrova principalmente il dovere di celebrare le funzioni. Pertanto il collegamento tra l'attuale Misericordia e la compagnia di Santa Maria del Desco è di natura religioso-spirituale.
Lo spirito di assistenza nella zona di Rifredi è testimoniato dai numerosi spedali presenti già nel XIII secolo, tra i quali quelli di San Bartolommeo al Mugnone, voluto da Bennuccio di Senne del Bene nel 1295, lo spedale di Cigaretto di San Giovanni fra l'Arcola nel 1317 da fra Jacopo Bartolini e san Eusebio.

### La conferma della Compagnia, dal XIII al XVI secolo
L'arcivescovo Giovanni Neroni nell'anno 1480 e più tardi papa Leone X, il 24 agosto 1514, confermarono l'opera di Santa Maria del Desco.
Nel Cinquecento, periodo difficile a causa delle innumerevoli epidemie di peste e delle frequenti guerre che impegnavano notevolmente le attività di carità, alla pieve di Santo Stefano erano attive più compagnie: la compagnia del popolo, identificata con quella di Santa Maria del Desco, quella di Santo Stefano, i cui membri indossavano vesti bianche e quella del Corpus Domini (ossia del Santissimo Sacramento, diffuse in Italia dal 1539), i cui membri indossavano vesti azzurre. Alla fine del secolo risalgono testimonianze di attività che sono tuttora tipiche della moderna Misericordia, quali il trasporto di malati agli ospedali e la sepoltura dei defunti.

### Periodo granducale, dal XVII al XVII secolo
Nel 1765 con Pietro Leopoldo divenuto granduca di Toscana, si ebbe un cambiamento nelle opere delle Confraternite: con una riforma apposita si cercava di inserirle maggiormente all'interno delle parrocchie evitando che si presentassero come un'alternativa a queste con compiti di controllo morale e di carità. Molte compagnie vennero soppresse, e dal 1790 nella pieve di Santo Stefano in Pane rimasero attive quella del Sacramento e quella di santo Stefano. Da ciò derivò un maggiore interesse verso le attività assistenziali.

### Il Corpo speciale e don Giulio Facibeni, dal XIX al XX secolo
Nel 1806 vi fu il primo importante atto volto a quello che sarà la futura Misericordia: la fusione della compagnia di Santo Stefano e del S.S. Sacramento. Con il regolamento del 1855, dalla compagnia di Santo Stefano e da quella del SS. Sacramento, venne distaccato un corpo speciale di Misericordia e stipulato un regolamento di servizio, il quale dava norme da rispettare sul trasporto dei malati e dei defunti, sul vestiario con l'istituzione della cappa bianca con cordiglio e corona, cappello di pelo nero e falda larga e ghette nere.
Dalla seconda metà dell'Ottocento si ebbe un forte incremento demografico, in quanto il quartiere di Rifredi venne profondamente trasformato e industrializzato. Questo comportò un notevole aumento dell'attività della Misericordia nei confronti della popolazione, in particolare nel settore delle onoranze funebri e nella manutenzione del cimitero.

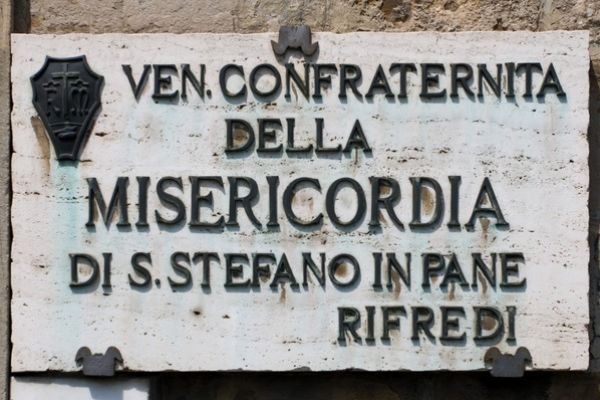
Marmo della Sede di Via delle Panche

Nel 1894 venne fondata la compagnia di San Filippo Neri, le cui attività erano complementari a quelle della Misericordia. La compagnia era aperta sia a uomini che a donne ma aveva un carattere prevalentemente femminile.
Successivamente la compagnia venne inserita nella confraternita come corpo femminile da don Giulio Facibeni dando così uno sviluppo alle attività della compagnia: le Sorelle iniziarono ad occuparsi soprattutto di assistere gli anziani, i figli dei carcerati, vestire i poveri e assistere gli orfani di guerra con un progetto d'accoglienza, istruzione e avviamento al mondo del lavoro. Dando vita così, nel 1924, all'Opera della divina provvidenza Madonnina del Grappa.
Don Giulio Facibeni, giunto a Firenze nel 1912, fu un personaggio importante nella storia della moderna confraternita, in quanto impresse una nuova coscienza nei Fratelli e nelle Sorelle riorganizzando tutte le attività assistenziali e mantenendo le antiche tradizioni mettendo accordo con la chiesa anche la parte operaia anticlericale della Rifredi industrializzata, mettendo la Misericordia e la pieve come punto fondamentale della vita religiosa del quartiere.

#### La guerra
(Don Giulio Facibeni, Vita Parrocchiale, 21 gennaio 1940)
Durante la seconda guerra mondiale le Confraternita di Misericordia svolsero un ruolo fondamentale nell'assistenza ai feriti di guerra.
Con l'avvicinamento del fronte a Firenze si ebbe una collaborazione diretta con la Croce Rossa, allo scopo di costituire squadre di primo intervento da impiegare in caso di incursioni aeree.
La fine del conflitto l'associazione si trovo con la sede semidistrutta, i mezzi erano distrutti e molti fratelli erano dispersi. La tenacia e lo spirito nella ripresa trasmetto a tutti i fratelli da Giulio Facibeni fecero modo che la Confraternita si riprendesse nel percorrere il cammino dell'assistenza, adeguandosi alle nuove esigenze della popolazione.

#### Il dopoguerra e l'epoca contemporanea

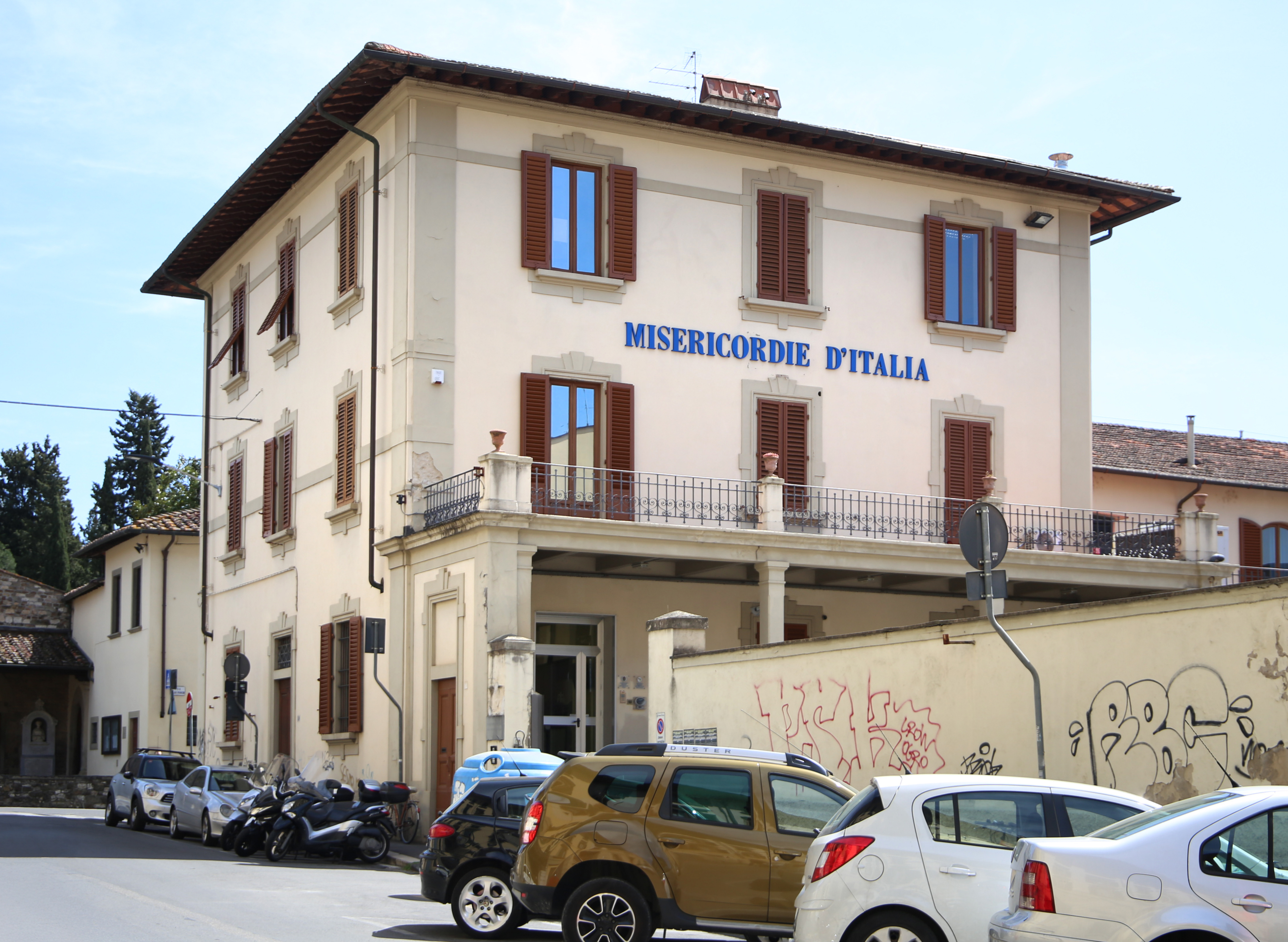
La sede

Con la fine della guerra si ebbe un'innovazione interna alla Misericordia. Oltre alle tradizionali opere di carità, si ebbe un'apertura ai nuovi bisogni: vengono aperti il distaccamento dell'Immacolata, presso la chiesa dell'Immacolata e il distaccamento di Montorsoli.
Nascono in questo contesto i gruppi di donatori di sangue e di organi, Consociazione nazionale dei gruppi donatori Fratres delle Misericordie d'Italia e Associazione italiana per la donazione di organi, tessuti e cellule.
Col passare degli anni la Misericordia di Rifredi continuò ad assecondare le nuove esigenze: si dedica all'assistenza agli anziani e al supporto agli extracomunitari.
Nel 1993 la confraternita abbandonò la funzione pubblica di istituto pubblico di assistenza e beneficenza per assumere quella di associazione di diritto privato, ottenendo così una maggiore libertà nelle decisioni interne e nella realizzazione di nuovi progetti.

#### I distaccamenti
Alla fine degli anni 1970 per venire incontro alle esigenze di una popolazione sempre più in aumento e per la forte affluenza di nuovi iscritti provenienti dalla zona dello statuto e di piazza della Vittoria venne inaugurato il distaccamento Immacolata presso la chiesa dell'Immacolata dove tuttora si svolgono servizi con ambulanze ordinarie e servizio di iniezioni e flebo.
Negli anni 1990 venne aperto il distaccamento in località Montorsoli, ospita un ambulatorio per i medici di famiglia della zona, svolge servizi d'ambulanze ordinarie e d'accompagnamento con mezzi attrezzati

## Assetto organizzativo

### Gli organi della Misericordia
L'assemblea generale
Formata dai fratelli e sorelle con diritto di voto, si riunisce una volta l'anno entro aprile. Oggetto è la Relazione annua delle attività morali dell'associazione.
Il consiglio
Composto da 24 eletti dall'assemblea generale, dal proposto, dal decano dei capi di guardia e dagli ex governatori. Il mandato dei consiglieri dura quattro anni con possibilità di rielezione, e i consiglieri eleggono a sua volta il governatore, il contabile e tre conservatori. Tutti i fratelli e sorelle posso partecipare alle riunioni in qualità di uditore.
Il magistrato
È l'organo di governo della Misericordia, composto da: proposto, governatore, capo dei servizi, provveditore, contabile e tre conservatori. La carica dura quattro anni rinnovabili e nomina il capo del personale. Fratelli e sorelle fiduciari e capi di guardia (su indicazione del preposto e governatore).
Il proposto
È il vigile custode dei regolamenti e dello statuto dell'Associazione: cura l'osservanza della carità e spirito religioso, forma spiritualmente la formazione dei fratelli e sorelle. Fa parte del collegio dei probiviri.
Il governatore
È il rappresentante e direttore legale della Confraternita, facente parte del Consiglio, al quale sottopone la fiducia per la nomina di capo dei servizi, segretario, provveditore e vice governatore.
Collegio dei probiviri
Denominato anche "Collegio probivirale dei custodi dell'istituzione" è composto da tre membri di lunga militanza eletti dall'assemblea. Sono chiamati a vigilare i valori e sui comportamenti degli organi della Confraternita e sull'esatta osservanza dello statuto e dei regolamenti.
Possono rivolgersi a fratelli o sorelle sottoposti a sanzioni note disciplinari.
Collegio dei sindaci revisori
Esaminano il bilancio consuntivo annuale in base ai registri contabili, redigono, inoltre una relazione scritta per l'assemblea. Eseguono revisioni di cassa nei confronti del regolamento interno e controllano l'amministrazione.
Capi di guardia
Sono fratelli e sorelle a cui è affidato l'ordine e la direzione dei servizi e della disciplina. Vengono nominati dal magistrato e dal governatore. Sono riuniti alla presenza del decano dei capi di guardia.

### Ruoli degli ascritti
- Fratelli/sorelle aspiranti: sono gli ascritti che intendono proseguire nella categoria "effettivi".
- Effettivi: dopo un periodo di aspirante e l'itinerario formativo, si riconoscono nei principi fondamentali della Misericordia.
- Emeriti: sono coloro che svolgono lodevolmente il ruolo nella categoria "effettivi" per almeno trenta anni.
- Riposanti: sono gli appartenenti all'associazione nella categoria effettivi ma che per anzianità o per giusta causa sono impossibilitati dal servizio.
- Partecipanti: i partecipanti sono i fratelli o sorelle effettivi che non possono più svolgere servizio, ma che si adoperano nel sostenere moralmente e materialmente la Confraternita.
- Soci sostenitori: I soci sono coloro che, con una quota annuale, sostengono le attività della Confraternita con diritto di Iscrizione e partecipazione alle riunioni o manifestazioni.

## Servizi e attività

### Trasporti sanitari e sociali

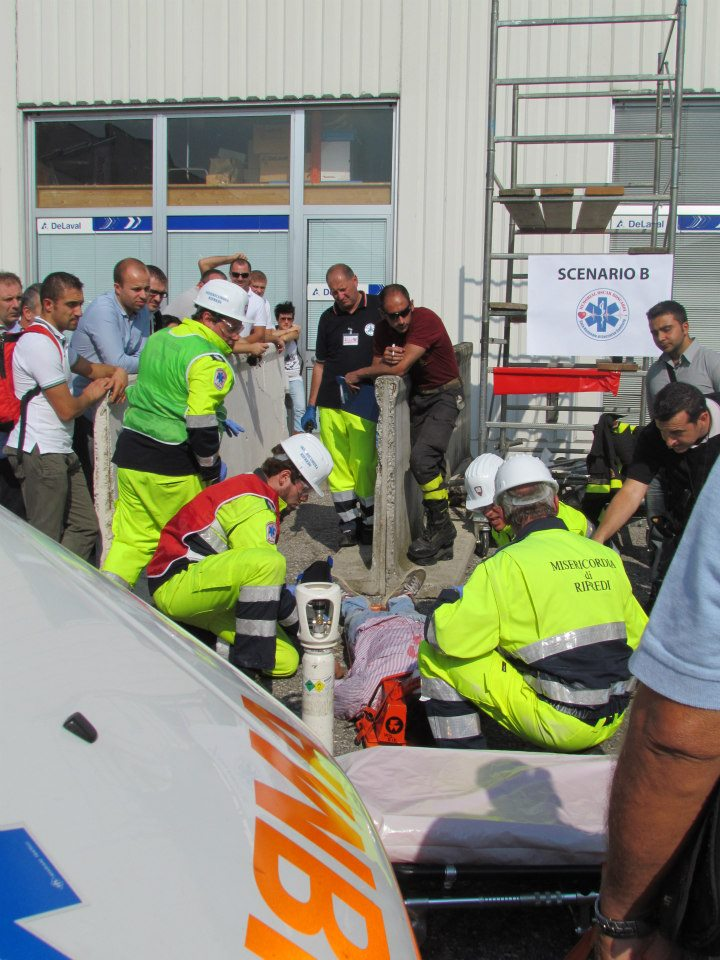
La squadra della Misericordia di Rifredi al R.E.A.S. 2012

L'associazione dispone di un operativo di emergenza territoriale 24 ore su 24 collegato con la centrale operativa 118 Firenze Soccorso.
Dalla sede di via delle Panche partono due tipologie di veicoli: una con infermiere a bordo supportato da personale volontario detta India" (seguendo l'alfabeto fonetico NATO) e una con solamente soccorritori volontari muniti di defibrillatore semiautomatico denominata Delta.
Oltre all'attività di emergenza, la Misericordia ricopre un ruolo fondamentale nell'effettuare ogni anno più di 11.000 trasferimenti in ambulanza di malati dalle abitazioni agli ospedali anche al di fuori dell'area fiorentina.
Gli equipaggi, oltre all'infermiere, sono composti da volontari addestrati all'interno della Misericordia da volontari formatori, che hanno conseguito l'attestato di soccorritore di livello avanzato e da volontari che hanno conseguito l'attestato di soccorritore di livello base.
Dalla Misericordia parte una speciale ambulanza dedicata a trasferimenti del reparto di rianimazione del policlinico di Careggi da e verso tutto il centro Italia, denominata ECMO. L'associazione si fa carico dell'assistito, delle attrezzature necessarie e dell'équipe medica a seguito.
Quotidianamente l'associazione svolge numerosi Servizi Sanitari Ordinari: accompagnamento da e per strutture ospedaliere per visite specialistiche e day-hospital, dimissioni e ricoveri programmati, accompagnamento delle persone che lo necessitano a centri diurni o a scuole per ragazzi con problematiche di sviluppo.

### Tele-assistenza
È un aiuto tempestivo alle persone sole, spesso anziani, in difficoltà. Funziona con l'assegnazione alla sede operativa delle chiavi del domicilio della persona, al momento della richiesta d'aiuto di quest'ultima, i soccorritori sono in grado di entrare nel domicilio ed assistere la persona impossibilitata a chiamare aiuto o ad aprire la porta.

### Poliambulatorio
Il poliambulatorio della Misericordia, provvisto di palestra per esercizi riabilitativi, è sito in via delle Panche n.39, nei locali limitrofi alla sede, è attivo sino dal 1930 ed offre la possibilità di usufruire dell'opera di medici specialisti, infermieri, fisioterapista, odontoiatra e varie discipline sanitarie, coadiuvati da personale volontario. 
Il poliambulatorio della Confraternita è completamente gestito da volontari e dispone di circa 80 medici specialisti con attrezzature all'avanguardia e di un ambulatorio infermieristico costituito da tre infermieri dove vengono effettuate un gran numero di prestazioni infermieristiche specialistiche. Inoltre tre gli infermieri, effettuano anche prestazioni domiciliari.

### Mutuature e assistenza domiciliare
Questo è il servizio più antico della Misericordia: assistere i bisogni primari dell'interesse della persona a livello fisiologico e psicologico.

### Servizi funebri
La Misericordia di Rifredi dispone anche di un servizio di onoranze funebri.

#### Cimitero di Rifredi
Costruito su delibera del 25 luglio 1892 per il popolo di Santo Stefano in Pane. Nel 1917 il cimitero passa al Comune di Firenze come amministrazione. Rimane per un 20% a disposizione dei fratelli di Misericordia e un'altra parte ai parrocchiani della chiesa di Santa Maria Regina della Pace.

### Gruppo donatori di sangue e organi
Alla Misericordia di Rifredi sono attivi il gruppo donatori di sangue "Fratres" dal 1950, il gruppo donatori di organi AIDO Misericordia di Rifredi dal 1978, e il gruppo donatori di midollo osseo.

### Gruppo formazione

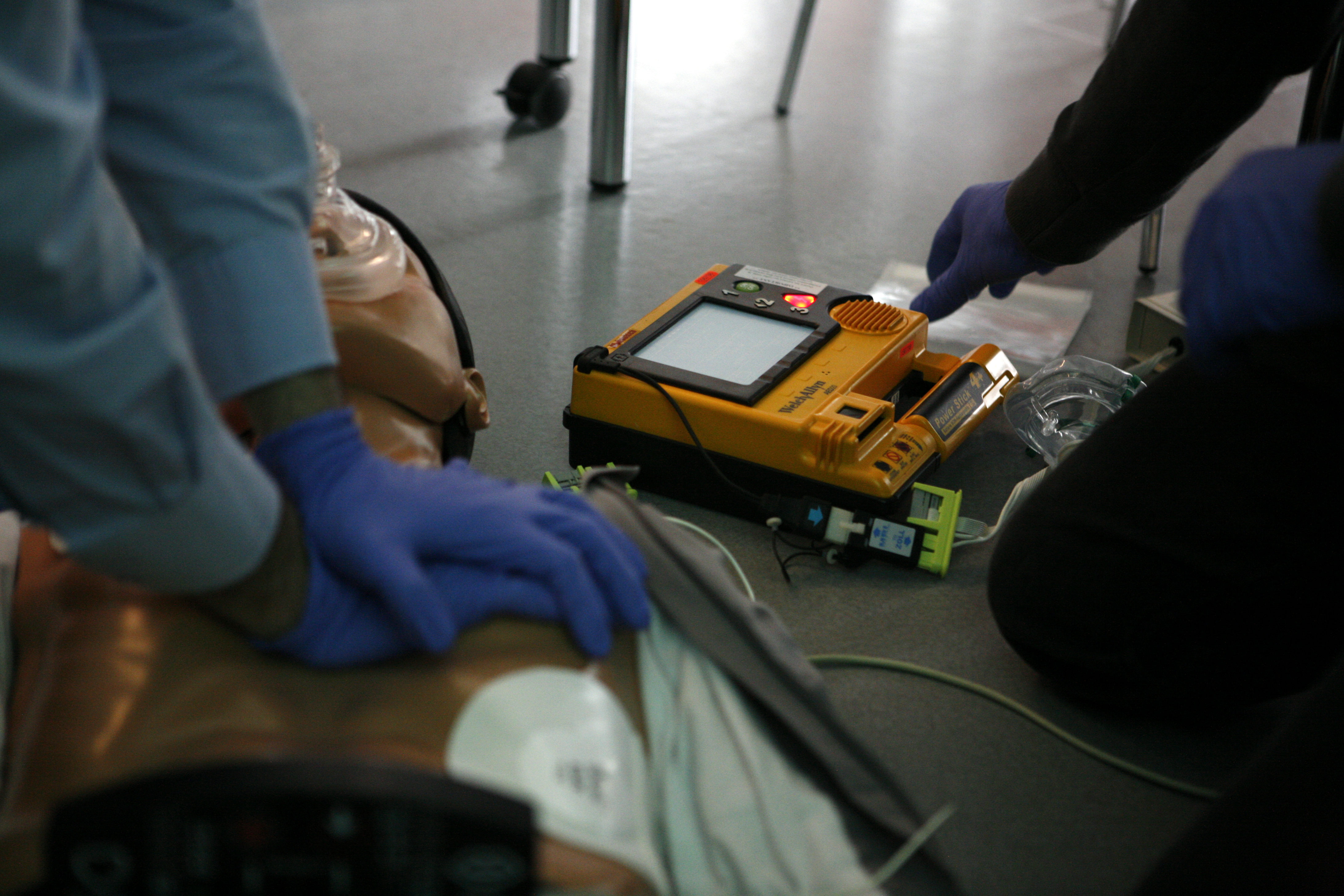
Esercitazione di rianimazione con il DAE.

All'interno della Misericordia è attivo un centro di formazione composto da volontari abilitati all'insegnamento ed all'accreditamento della legge regionale n.25/2001 per la formazione dei soccorritori.
Inoltre si effettuano corsi per le manovre di primo soccorso per la popolazione e per le scuole di ogni ordine e grado. Le certificazioni sono effettuate da medici e sanitari abilitati appartenenti al gruppo formatori. L'abilitazione all'uso del defibrillaroew, viene cerrificata da personale del 118
Nell'ottobre 2011 la Misericordia di Rifredi vince la prima edizione del premio Oscar Boscarol al REAS (Rassegna attrezzature da soccorso e sicurezza).

### Centro ascolto antiusura e microcredito
Nella Misericordia di Rifredi è presente anche un centro di ascolto dedicato a persone con situazioni di disagio in ambiti economici e sociali.

### Protezione civile
Le Sorelle ed i Fratelli di Misericordia partecipano attivamente ai servizi di protezione civile a livello comunale, regionale e nazionale. Il gruppo opera in modo continuativo sia a livello locale con la partecipazione al Raggruppamento di protezione civile del Comune di Firenze - con opera di formazione, prevenzione e protezione nei confronti della popolazione fiorentina, che con il Dipartimento di protezione civile a livello regionale e nazionale in caso di eventi calamitosi che richiedano l'attivazione a tale livello.